# Berghems församling
Berghems församling var en församling i Göteborgs stift och i Marks kommun. Församlingen uppgick 2011 i Västra Marks församling.

## Administrativ historik
Församlingen har medeltida ursprung.
Församlingen var till 1962 moderförsamling i pastoratet Berghem och Hajom. Från 1962 till 2011 var den annexförsamling i pastoratet Surteby-Katunga, Fotskäl, Tostared, Berghem och Hajom. Församlingen uppgick 2011 i Västra Marks församling.

## Kyrkor
- Berghems kyrka